# Strumica (rijeka)
Rijeka Strumica, ili Strumešnica (makedonski: Струмица, Струмешница) je rijeka u jugoistočnom dijelu Sjeverne Makedoniji, koja kod Zlatareva ulazi u južnu Bugarsku i potom se ulijeva kao desna i najveća pritoka rijeke Strume. Najveće naselje kroz koje rijeka prolazi u Sjevernoj Makedoniji je grad Strumica.

## Tok rijeke
Strumica izvire na padinama planine Plačkovice, u okrugu grada Radoviša. Isprva teče prema jugu, kroz veliku kotlinu, u tom dijelu znana je kao Stara Reka. Zatim ulazi u kotlinu grada Radoviša, prolazi kroz grad, a zatim skreće prema jugoistoku prema Strumičkoj dolini, i prolazi kroz okruge; Vasilevo, Strumica i Novo Selo. Rijeka potom skreće na istok i ulazi u Bugarsku, kroz široku krivudavu dolinu, zatim se ulijeva u rijeku Strumu sjeverno od naselja Mitina.
Ukupna dužina rijeke je 114 km, od toga 81 km pripada Sjevernoj Makedoniji, a 33 km Bugarskoj, rijeka Strumica je najveća pritoka rijeke Strume.

## Vanjske poveznice
|  | Zajednički poslužitelj ima još gradiva o temi Strumica (rijeka) |